# Ferdinand Coly
Ferdinand Coly (ur. 10 września 1973 w Dakarze) – senegalski piłkarz występujący na pozycji obrońcy. Posiada także obywatelstwo francuskie.